# Cacicus cela
El cacique lomiamarillo (Cacicus cela, también conocida como paucar), es una especie de ave paseriforme de la familia Icteridae propia de Sudamérica (Brasil, Venezuela, Guyana, Colombia, Ecuador y Perú). Su plumaje es de un color amarillo pálido y negro. Los machos llegan a medir unos 28 cm de largo y con un peso de 104 gramos, mientras las hembras miden 23 cm y un peso de 60 gramos. Construye sus nidos de forma pendular en árboles aislados o cercanos a los humanos, para así evitar ser saqueados por los monos. Son grandes imitadores del canto de otras aves ya que en su repertorio poseen cerca de 200 cantos.

## Subespecies
Se conocen tres de ellas:
- Cacicus cela cela  (Linnaeus, 1758)
- Cacicus cela flavicrissus (P. L. Sclater, 1860)
- Cacicus cela vitellinus (Lawrence, 1864)

## Localización
Con la denominación común de arrendajo esta especie y subespecies se localizan en América del Sur  (principalmente en Venezuela, Colombia, Brasil, Ecuador, Perú, Panamá y Guyana.).